# Браян Томпсон (підприємець)
Браян Роберт Томпсон (англ. Brian Robert Thompson; нар. 10 липня 1974, Еймс, Айова, США — 4 грудня 2024, Нью-Йорк, США) — американський бізнесмен, який був головним виконавчим директором (CEO) «UnitedHealthcare», страхового відділу «UnitedHealth Group», з квітня 2021 року до свого вбивства в грудні 2024 року.
Томпсон став менеджером PwC, мережі професійних послуг, у 1997 році. Він обіймав цю посаду до 2004 року, а потім перейшов до UnitedHealth Group, ставши генеральним директором їх підрозділу «UnitedHealthcare» у 2021 році. Його перебування на посаді генерального директора ознаменувалося стрімким зростанням прибутків, оскільки страхова у догляді дедалі частіше відмовляла. У 2021 році Американська асоціація лікарень розкритикувала Томпсона за те, що він планував відмовляти у виплаті страховки за некритичні візити до лікарень швидкої допомоги. Під керівництвом Томпсона компанія почала використовувати штучний інтелект для автоматизації відмов у претензіях.
Після його вбивства у 2024 році офіційні особи висловили тривогу та висловили співчуття родині Томпсона. Натомість, кілька джерел ЗМІ повідомили, що користувачі соціальних мереж поділяли свою зневагу до Томпсона, «UnitedHealthcare» та американської системи медичного страхування, а деякі святкували його вбивство та ідолізували стрільця.

## Біографія
Томпсон народився 10 липня 1974 року в Еймсі, штат Айова, один із двох синів Денніса та Пет (уроджена Хантер) Томпсон. Його батько був робітником на елеваторі. Він виріс у сусідньому районі та закінчив у 1993 році середню школу Південного Гамільтона в Джуелл-Джанкшен, на північ від Еймса, був найуспішнішим учнем випускного класу. Потім він навчався в Університеті Айови (UI) в Айова-Сіті, де познайомився зі своєю майбутньою дружиною. У 1997 році він отримав ступінь бакалавра ділового адміністрування зі спеціалізацією бухгалтерського обліку. Він також був найуспішнішим студентом свого випускного класу UI; Речник UI Стів Шмадеке заявив, що Томпсон «закінчив школу з особливими почестями і найвищою відзнакою, тобто його середній бал був 3,95 або вище».

## Кар'єра
З 1997 по 2004 рік Томпсон працював у PricewaterhouseCoopers (PwC) як CPA, а потім — менеджер, у групі консультаційних послуг у сфері транзакцій аудиторської практики. Він приєднався до «UnitedHealth Group» у 2004 році та працював над державними програмами медичного страхування США, такими як «Medicare» та страхування пенсіонерів, а також у громадських і державних підрозділах, які надавали «Medicaid» та інше медичне страхування. У квітні 2021 року його було призначено генеральним директором «UnitedHealthcare» (UHC) і йому було доручено керувати глобальним зростанням компанії. Його загальна компенсація склала 9,6 мільйона доларів у 2021 році, 9,8 мільйона доларів у 2022 році та 10,2 мільйона доларів у 2023 році. Під його керівництвом прибутки UHC зросли з 12 мільярдів доларів у 2021 році до 16 мільярдів доларів у 2023 році. На момент смерті Томпсона, компанія була найбільшим медичним страховиком у Сполучених Штатах.
У 2021 році Американська асоціація лікарень у відкритому листі розкритикувала Томпсона щодо плану UHC почати відмовляти в оплаті за, на їх думку, некритичні відвідування відділень швидкої допомоги. UHC відповів, відклавши розгортання змін. Повідомлення про збільшення кількості відмов попередньої авторизації викликали розслідування «ProPublica» та Сенату Сполучених Штатів, розслідування, які «Fortune» назвали «плямою» на періоді лідерства Томпсона.
«Associated Press» повідомили, що Томпсон загалом тримався «в тіні», але він привернув увагу через оголошення на зустрічі інвесторів у 2023 році про те, що UHC переходить на модель «Value-based health care», на відміну від «Fee-for-service».
У травні 2024 року Пенсійний фонд пожежників Голлівуду, штат Флорида, подав до суду на Томпсона та двох керівників «UnitedHealth Group» (генерального директора Ендрю Вітті та виконавчого голову Стівена Дж. Хемслі), звинувативши їх у шахрайстві та інсайдерській торгівлі. Позивач стверджує, що відповідачі не розповіли про антимонопольне розслідування компанії Міністерством юстиції Сполучених Штатів і не продали опціони на акції до оприлюднення розслідування. У позові зазначено, що Томпсон і Хемслі продали акції UHC на загальну суму 120 мільйонів доларів за чотири місяці до того, як розслідування Міністерства юстиції було оприлюднено акціонерам UHC і широкій громадськості.

## Особисте життя
Він був одружений на фізіотерапевтці та випускниці Університету Айови. У них було двоє синів. На момент смерті Томпсон і його сім'я жили в Мейпл-Гроув, штат Міннесота.
Томпсон був заарештований і засуджений за водіння в нетверезому стані в 2017 році.
Томпсон і його дружина розлучилися в 2018 році.
Він був активним прихильником руху Спеціальної Олімпіади та був почесним співголовою Ігор Спеціальної Олімпіади США 2026 року.

## Смерть
4 грудня 2024 року Томпсон був у Нью-Йорку на щорічній зустрічі інвесторів «UnitedHealthcare». Він залишив готель «Marriott», де він зупинився, який знаходився через дорогу від нью-йоркського «Hilton Midtown», де мала відбутися його зустріч. Приблизно о 6:45 ранку за місцевим часом він йшов західною 54-ю вулицею до готелю Hilton, у нього ззаду вистрілив чоловік, одягнений у куртку з капюшоном, який тримав в руках пістолет. Томпсона доставили до лікарні «Маунт-Сінай-Вест» на Манхеттені, де о 7:12 ранку було оголошено його мертвим. Підозрюваного було заарештовано в Алтуні, штат Пенсільванія, 9 грудня та звинувачено у вбивстві владою Нью-Йорка.
Після його вбивства державні чиновники, серед яких були губернатор Міннесоти та колишній кандидат у віце-президенти від Демократичної партії Тім Волз, сенаторка Емі Клобушар і мер Міннеаполіса Джейкоб Фрей, висловили співчуття родині Томпсона. Опитування громадської думки показало, що 68 % американських респондентів вважають вбивство неприйнятним, хоча молодші респонденти частіше підтримують його.
Декілька ЗМІ повідомили, що користувачі соціальних мереж висловлювали зневагу до Томпсона, «UnitedHealthcare» та американської системи медичного страхування, а деякі святкували його вбивство та ділилися особистими історіями шкоди, заподіяної в результаті відмови в страхових виплатах. Один лікар сказав «The Daily Beast», що, хоча він вірить, що вбивця Томпсона повинен бути притягнутий до відповідальності, його роль як генерального директора призвела до великої кількості страждань і втрат життів, які він описав як «порядку мільйонів», додавши, що « [мені] важко співчувати, коли стільки людей постраждало через його компанію».